# Bulevard Ion C. Brătianu
El bulevard Ion C. Brătianu de Bucarest es troba al sector 3 i connecta la plaça de la Universitat amb la plaça Unirii. El bulevard travessa de nord a sud el centre històric de Bucarest, que divideix en dues parts aproximadament iguals.
El bulevard té vuit carrils (quatre en cada sentit) i, aproximadament a la meitat del camí, els dos carrils centrals en cada sentit baixen al passatge de la Unió, que surt més enllà de la vora sud de la plaça de la Unió als quatre carrils centrals del bulevard Dimitrie Cantemir.
El bulevard va néixer entre 1936-1943, arran de l'adopció del "Pla Director per a la sistematització de Bucarest" el 1936. Aquest pla implementava una idea més antiga, la d'estendre el carrer Colței, que es va convertir en l'actual bulevard Ion C. Brătianu, fins a la plaça que s'havia format als peus del turó Metropolità. L'últim tram de la nova artèria, entre la plaça Sfântul Gheorghe i la plaça Unirii, es va inaugurar el 27 de novembre de 1943.
El nom de la rambla es va canviar diverses vegades: inicialment es deia Albert I, després Constantin Brâncoveanu, Ion C. Brătianu. Durant el període comunista es va anomenar Boulevard 1848 i després, després de 1989, va reprendre el seu nom anterior: Ion C. Brătianu.
Al bulevard Ion C. Brătianu hi ha una sèrie d'edificis i monuments històrics, com el palau de Suțu, l'església “Tres jerarques”: Colțea, hospital Colțea, Estàtua del respatller Mihail Cantacuzino, “St. Gheorghe Nou”, l'estàtua de Constantin Brâncoveanu i l'església de Bărăția. Al recorregut del bulevard hi havia una vegada la Torre Colța.

## Galeria

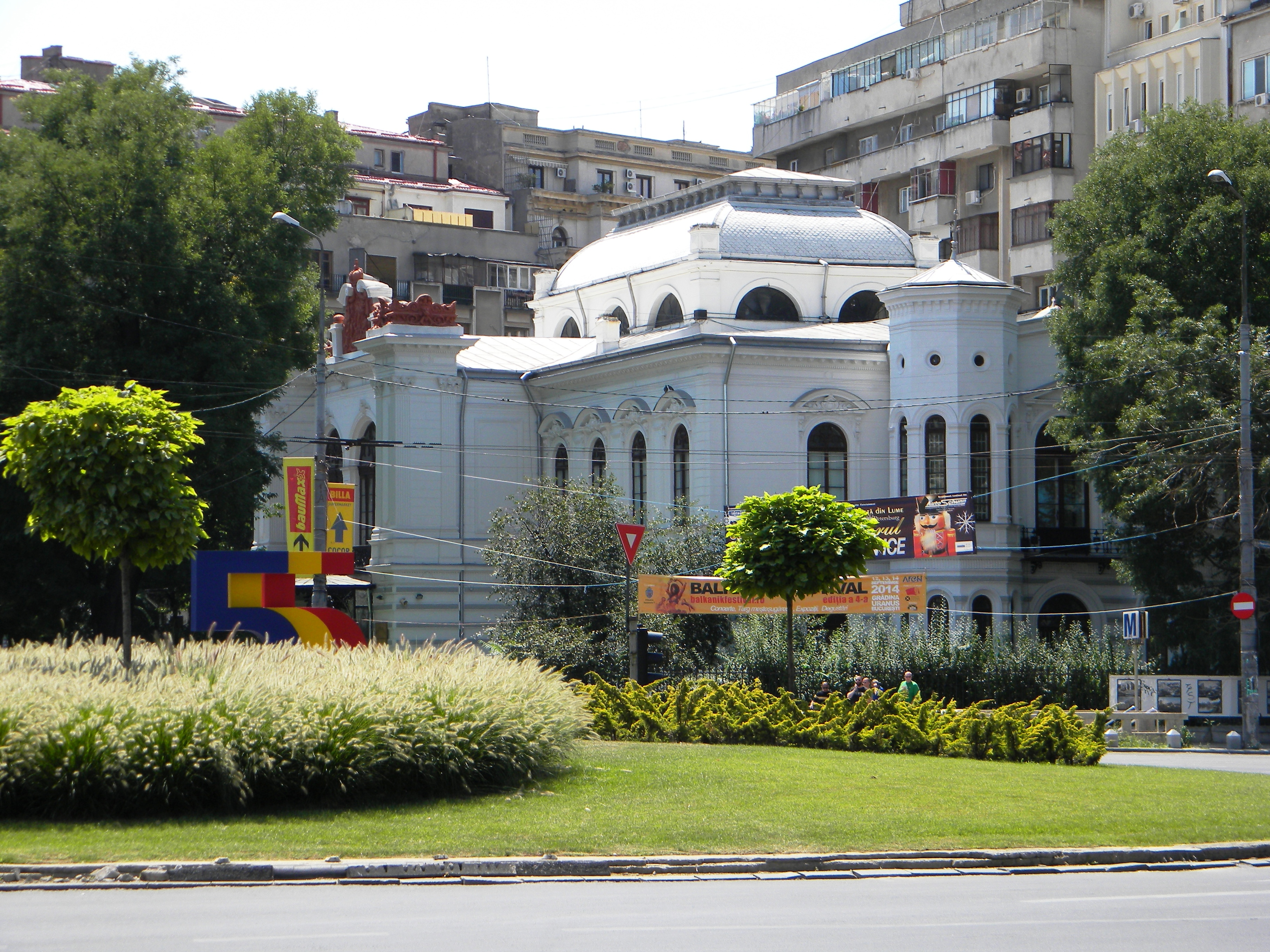
Palau Suţu
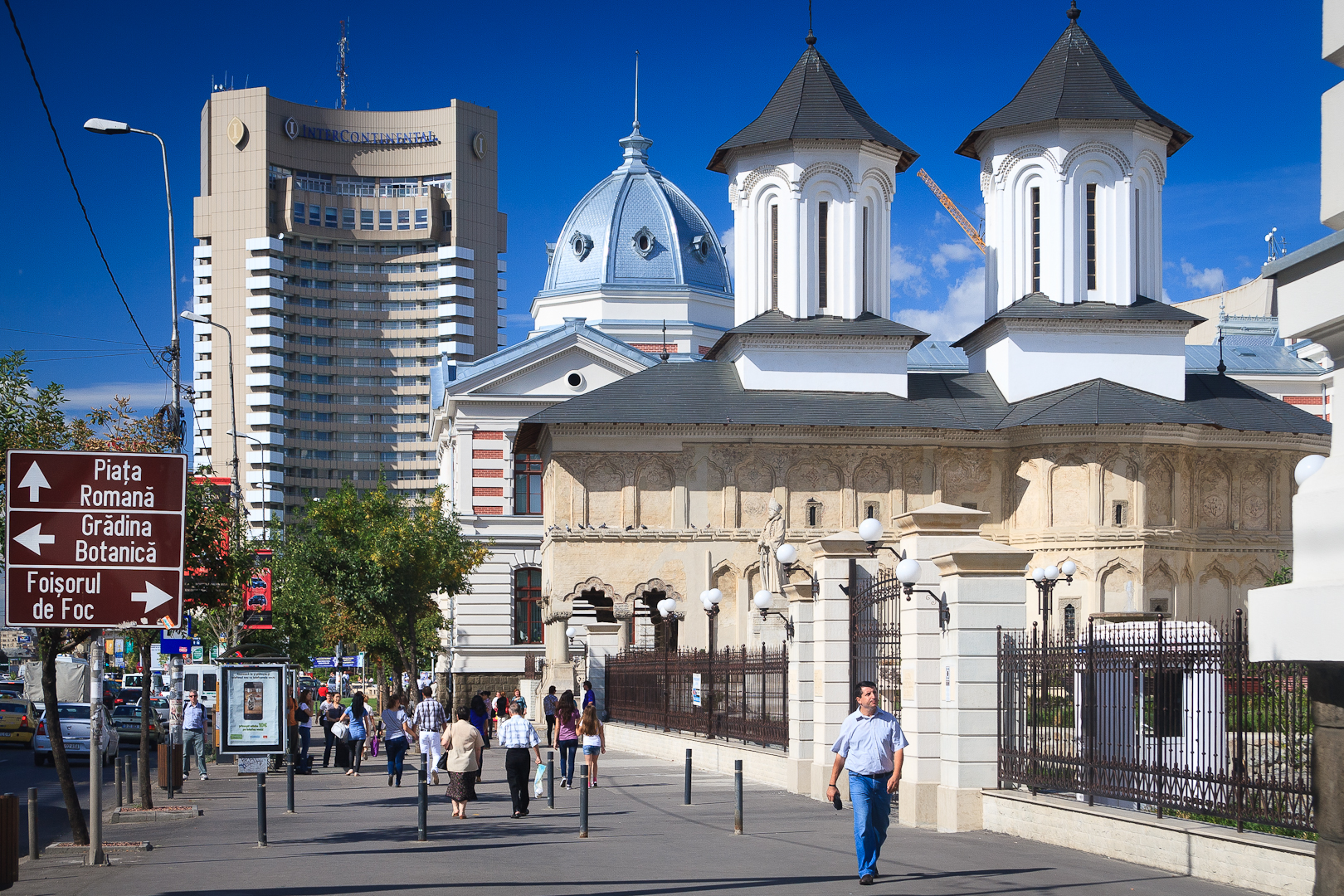
Església "Tres jerarques" - Colțea
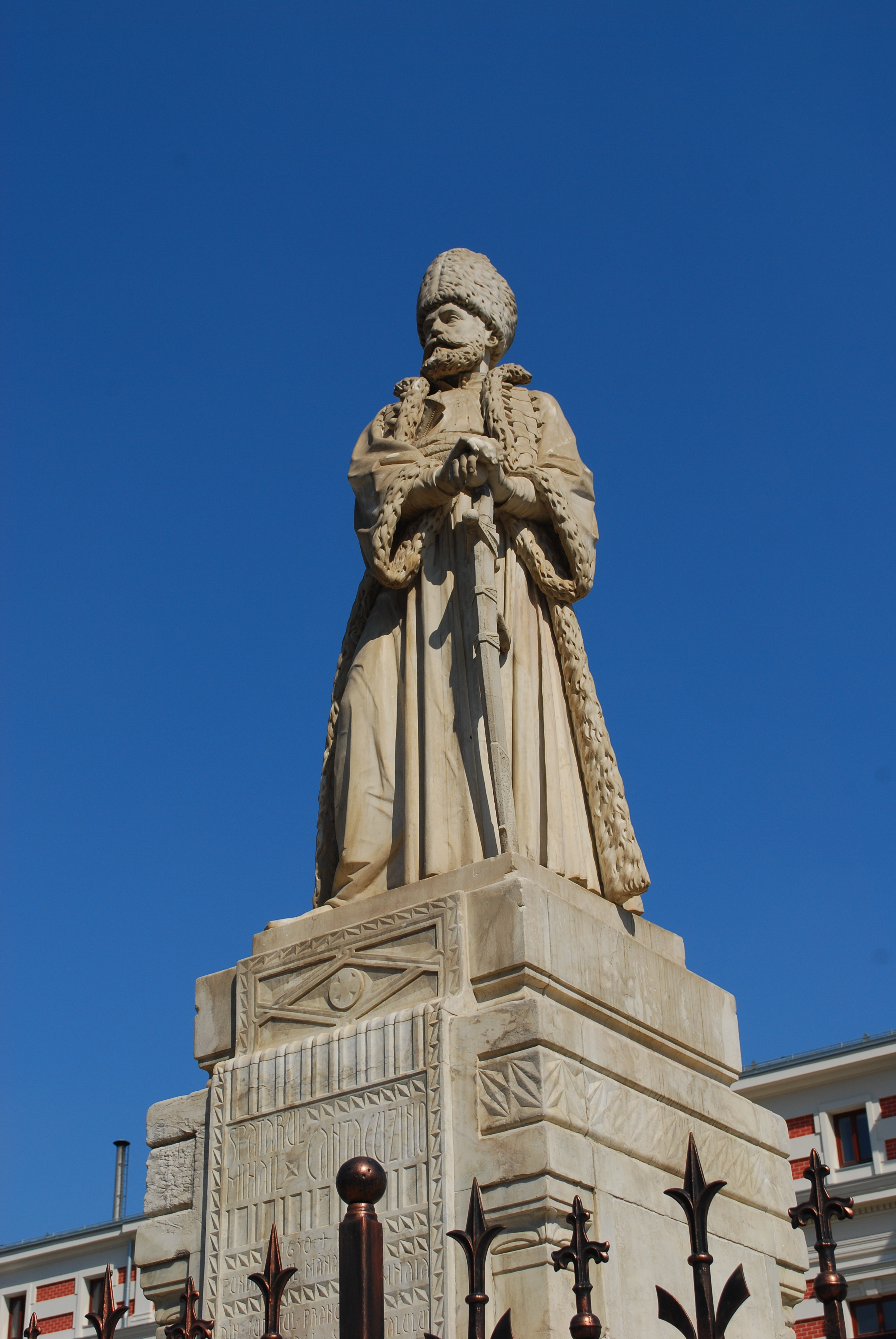
L'estàtua del respatller Mihail Cantacuzino
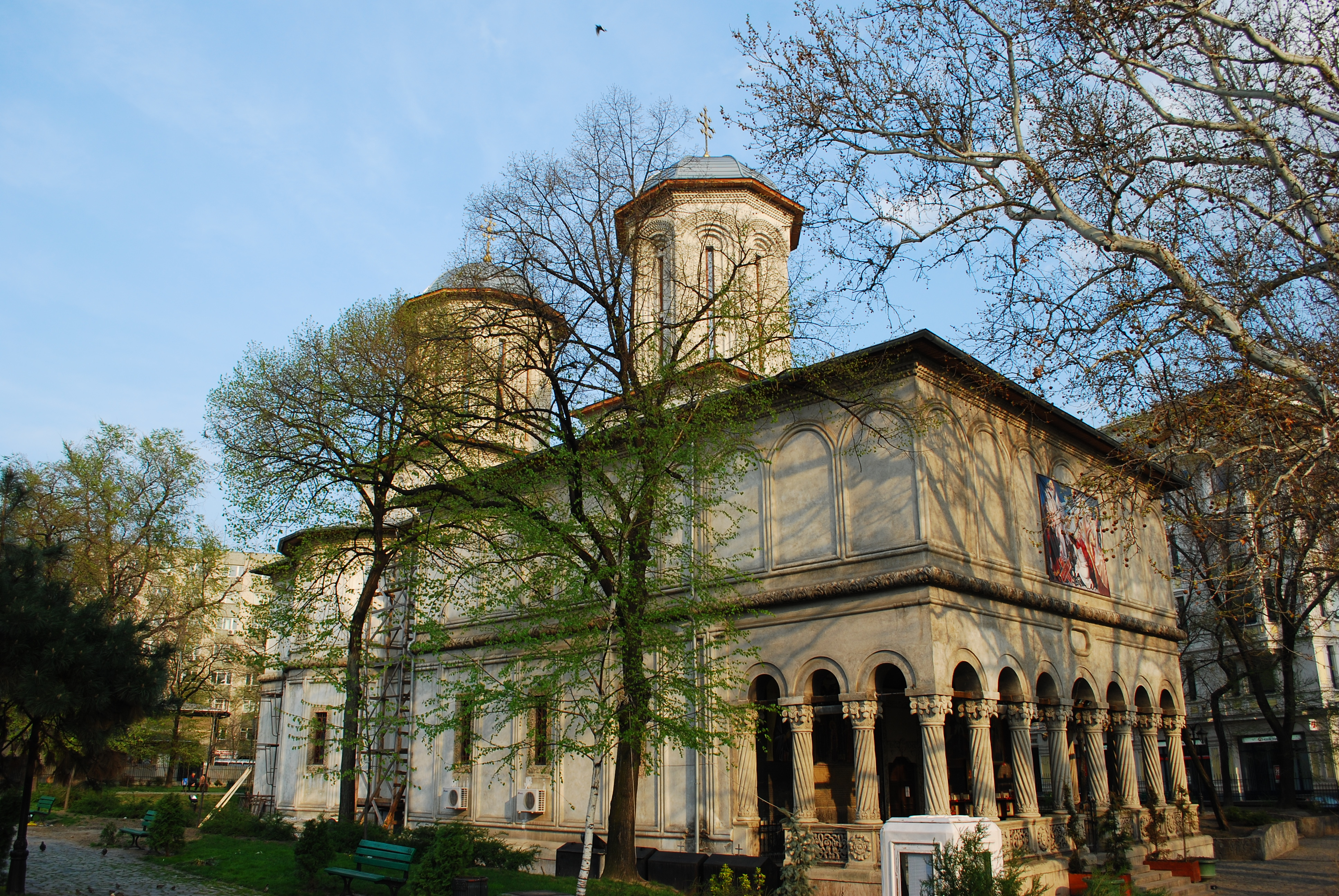
Església Sfântul Gheorghe Nou
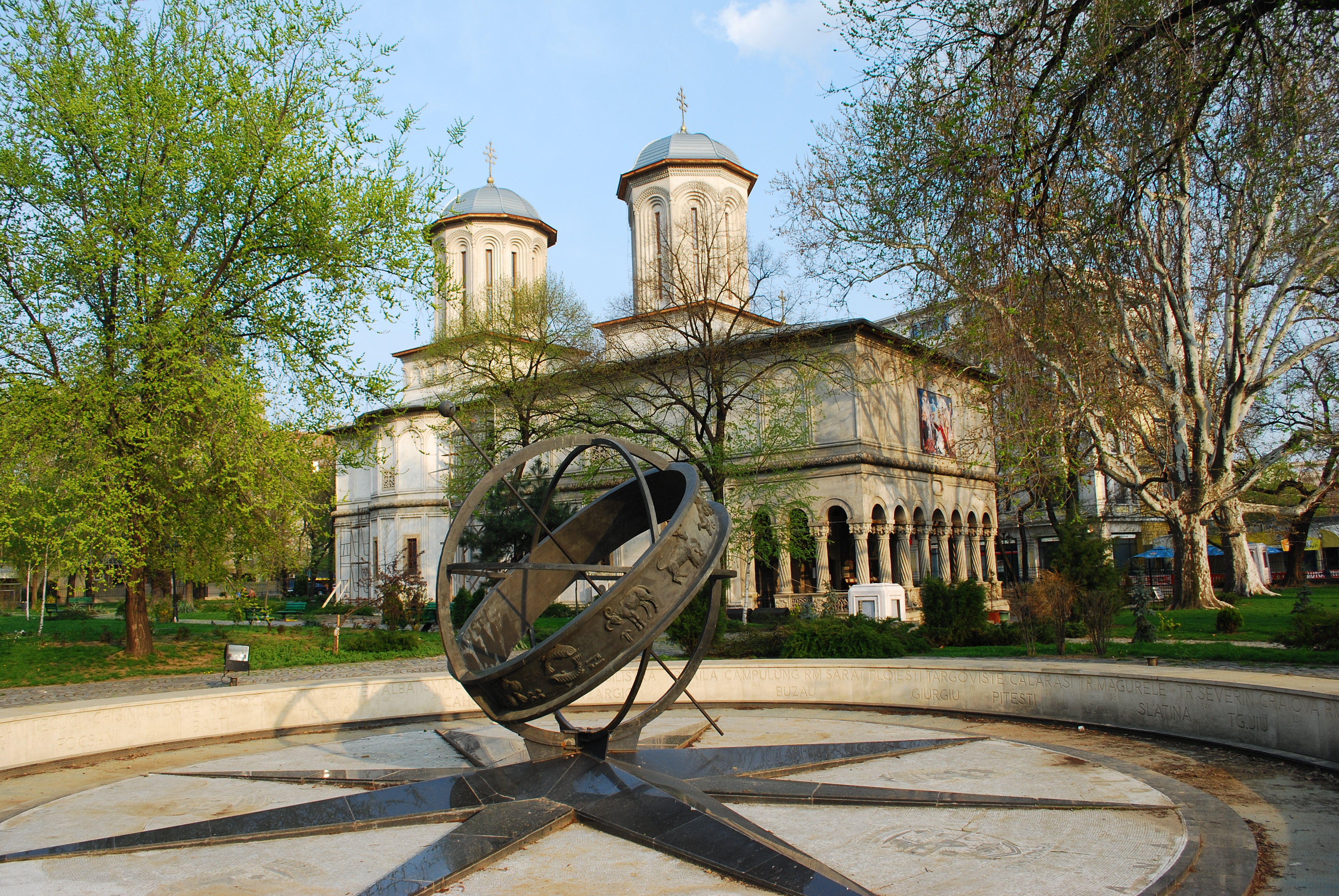
Monument al Km "O"
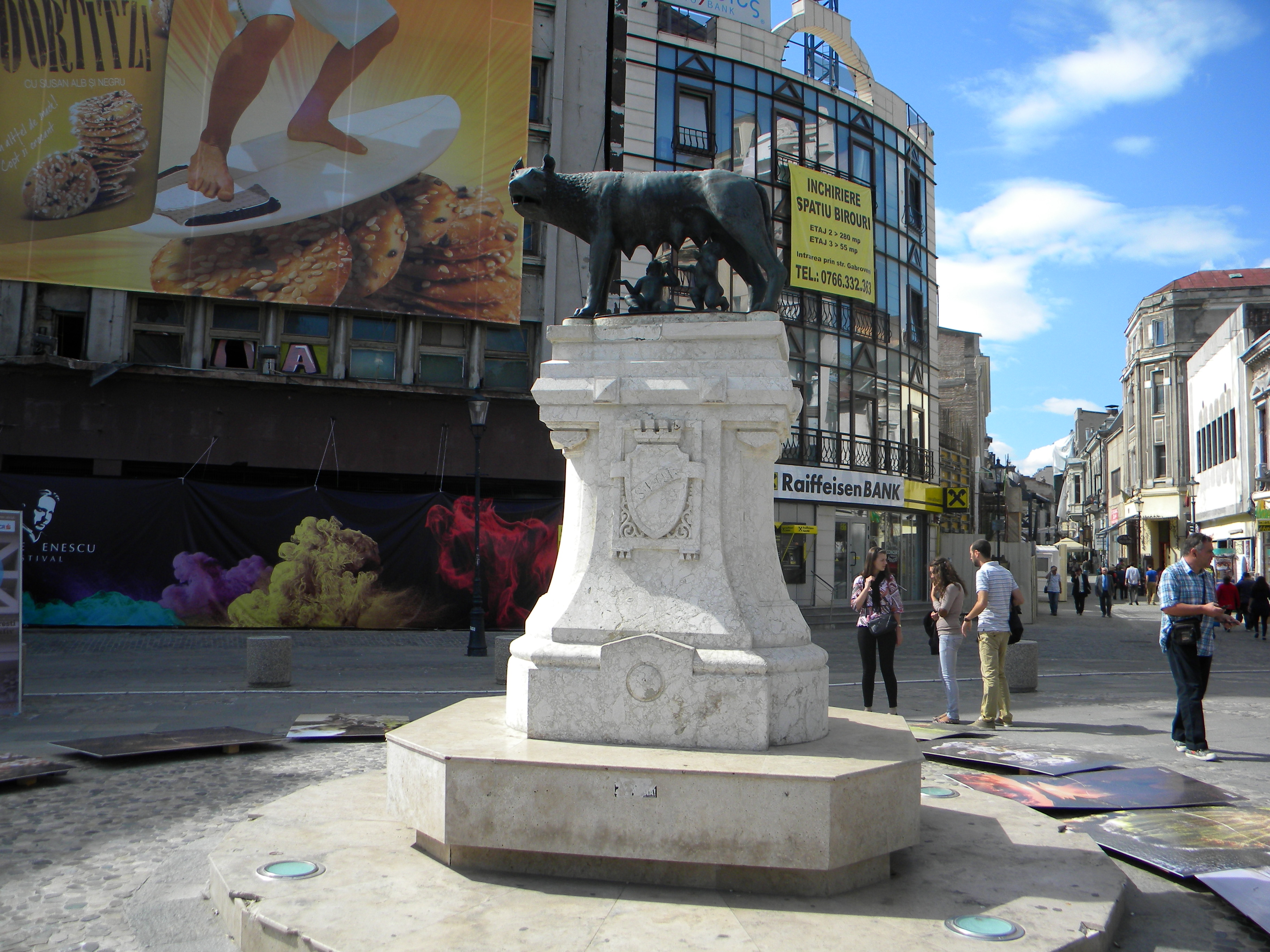
L'estàtua de la lloba
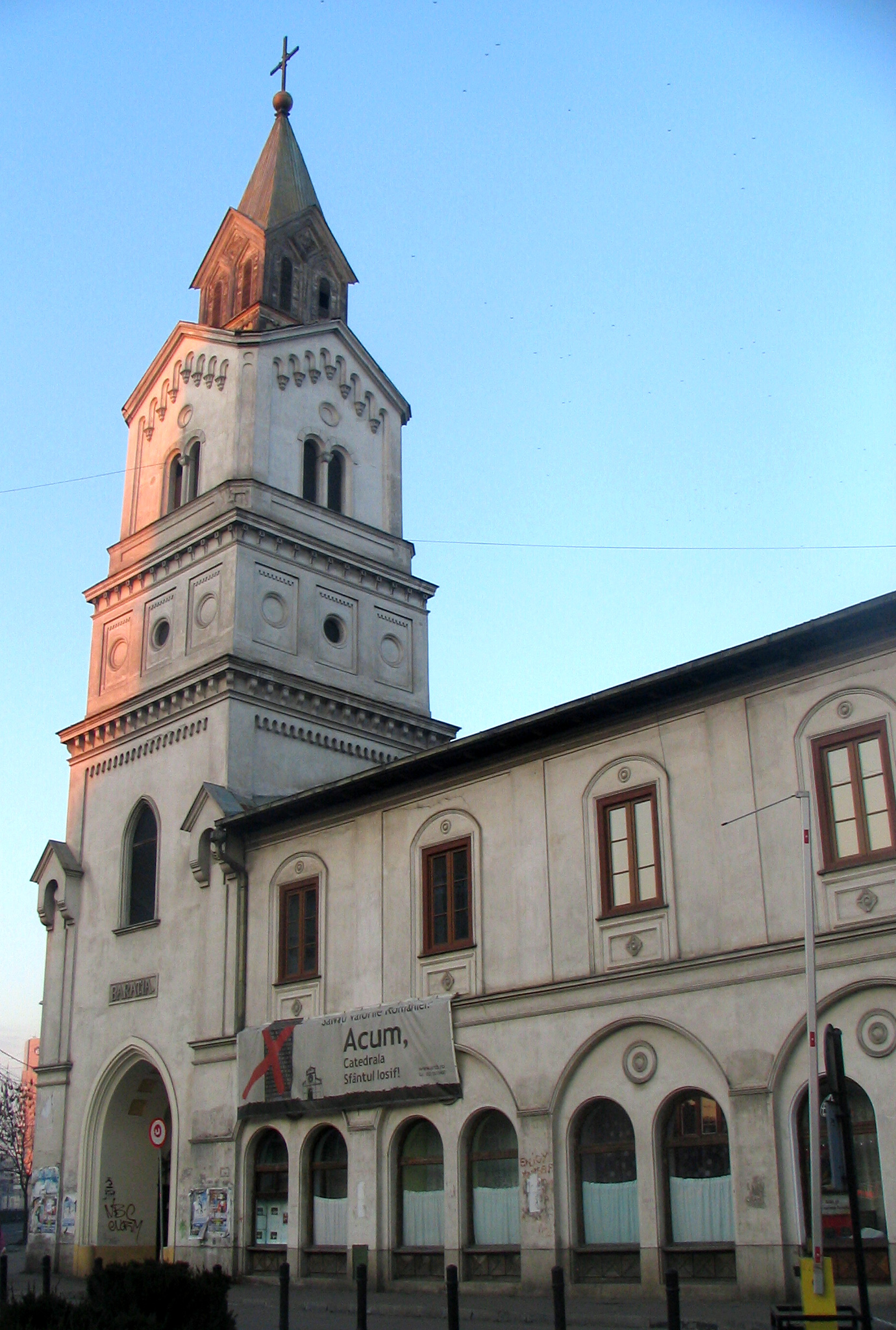
Església Bărăția
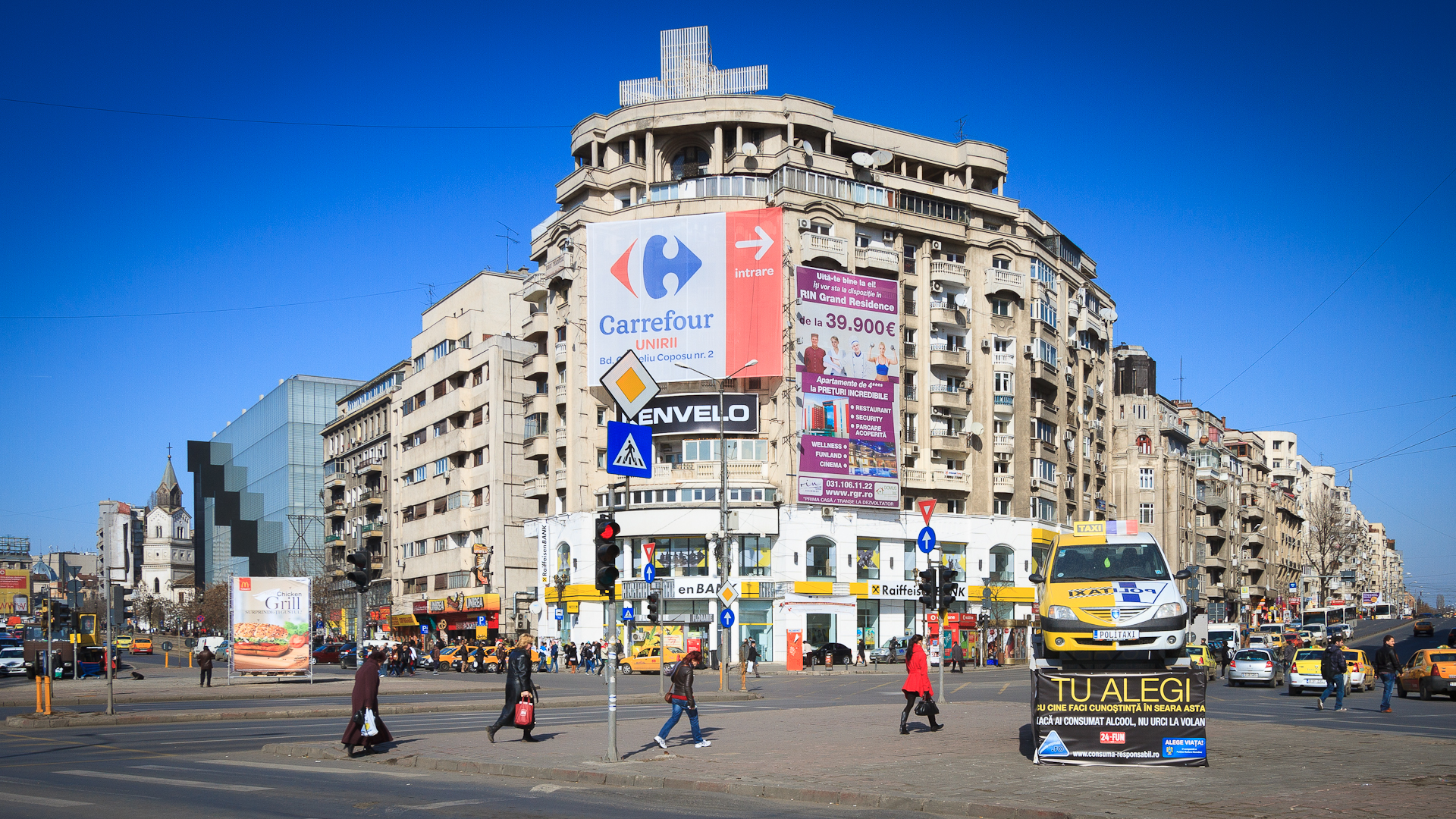
Boulevard Ion C. Brătianu a la intersecció amb la plaça Unirii